# Ferrocarril de Musashi Oriental
El ferrocarril Tōbu (東武鉄道, Tōbu Tetsudō) és una empresa privada de ferrocarrils japonesa i un keiretsu que presta els seus serveis a l'àrea metropolitana de Tòquio i a la majoria de la regió de Kanto. Sense comptar les companyies del grup Japan Railways, la Tôbu amb els seus 463,3 quilòmetres és la companyia ferroviària amb més vies després de la Kintetsu. Els seus serveis ferroviàris operen a les zones de les prefectures de Saitama, Gunma i Tochigi, així com al nord de Tòquio i l'oest de la prefectura de Chiba. La companyia de ferrocarrils Tôbu es troba a la primera secció de la borsa de Tòquio i també forma part de l'índex Nikkei.
El grup Tôbu, al qual pertany el ferrocarril, es troba present al sector del transport per carretera com taxis o busos, a la construcció i l'inmobiliària i a les botigues de grans magatzems. Tôbu és la propietària del Tokyo Skytree, la torre més alta del món. L'empresa és membre del Mizuho Financial Group, un keiretsu i un dels grups més grans del món.
El nom de "Tôbu" està format pels kanji d'"est" (東) i el primer de "Musashi" (武蔵), en referència a l'antiga província de Musashi.

## Història
La Tôbu és una de les companyies de ferrocarril més antigues del Japó. Va ser fundada el novembre de 1897 i començà les seues operacions des de l'estació de Kita-Senju a l'estació de Kuki l'agost de 1899. El ferrocarril Tôjô va ser fundat el 1911 com una companyia separada, però compartint seu central i president amb la Tôbu. Tôbu va ser la primera companyia de la regió de Kanto en adoptar uns riels quadruples entre les estacions de Kita-Senju i Takenotsuka el 1974. El 1981 va obrir les portes el zoològic Tōbu.

## Línies

### Línies Skytree
| Color i icona | Color i icona | No.    | Nom           | Nom original       | Inaugurada | Darrera extensió | Llargaria | Estacions |
| ------------- | ------------- | ------ | ------------- | ------------------ | ---------- | ---------------- | --------- | --------- |
| Blau          |               | 1      | Línia Skytree | スカイツリーライン | 2012       |                  | 41 km     | 30        |
| Blau          |               | 2      | Línia Kameido | 東武亀戸線         | 1904       |                  | 3,4 km    | 5         |
| Blau          |               | 3      | Línia Daishi  | 東武大師線         | 1931       | 1991             | 1 km      | 2         |
| Total:        | Total:        | Total: | Total:        | Total:             | Total:     | Total:           | 45,4 km   | 37        |

### Línies Isesaki
| Color i icona | Color i icona | No.    | Nom           | Nom original | Inaugurada | Darrera extensió | Llargaria | Estacions |
| ------------- | ------------- | ------ | ------------- | ------------ | ---------- | ---------------- | --------- | --------- |
| Roig          |               | 1      | Línia Isesaki | 東武伊勢崎線 | 1899       | 2003             | 75,1 km   | 26        |
| Roig          |               | 2      | Línia Sano    | 東武佐野線   | 1899       | 1972             | 22,1 km   | 10        |
| Roig          |               | 3      | Línia Koizumi | 東武小泉線   | 1917       | 1941             | 12 km     | 9         |
| Roig          |               | 4      | Línia Kiryū   | 東武桐生線   | 1911       | 1932             | 20,3 km   | 8         |
| Total:        | Total:        | Total: | Total:        | Total:       | Total:     | Total:           | 129,5 km  | 53        |

### Línies Nikko
| Color i icona | Color i icona | No.    | Nom              | Nom original | Inaugurada | Darrera extensió | Llargaria | Estacions |
| ------------- | ------------- | ------ | ---------------- | ------------ | ---------- | ---------------- | --------- | --------- |
| Groc          |               | 1      | Línia Nikkō      | 東武日光線   | 1929       | 2006             | 94,5 km   | 26        |
| Groc          |               | 2      | Línia Utsunomiya | 東武宇都宮線 | 1931       |                  | 24,3 km   | 11        |
| Groc          |               | 3      | Línia Kinugawa   | 東武鬼怒川線 | 1917       |                  | 16,2 km   | 9         |
| Total:        | Total:        | Total: | Total:           | Total:       | Total:     | Total:           | 135 km    | 46        |

### Línies Noda
| Color i icona | Color i icona | No.    | Nom        | Nom original | Inaugurada | Darrera extensió | Llargaria | Estacions |
| ------------- | ------------- | ------ | ---------- | ------------ | ---------- | ---------------- | --------- | --------- |
| Cian          |               | 1      | Línia Noda | 東武野田線   | 1911       | 2011             | 62,7 km   | 35        |
| Total:        | Total:        | Total: | Total:     | Total:       | Total:     | Total:           | 62,7 km   | 35        |

### Línies Tôjô
| Color i icona | Color i icona | No.    | Nom         | Nom original | Inaugurada | Darrera extensió | Llargaria | Estacions |
| ------------- | ------------- | ------ | ----------- | ------------ | ---------- | ---------------- | --------- | --------- |
| Marí          |               | 1      | Línia Tōjō  | 東武東上線   | 1914       |                  | 75 km     | 38        |
| Marí          |               | 1      | Línia Ogose | 東武越生線   | 1932       |                  | 10,9 km   | 8         |
| Total:        | Total:        | Total: | Total:      | Total:       | Total:     | Total:           | 85,9 km   | 46        |